# Шоп

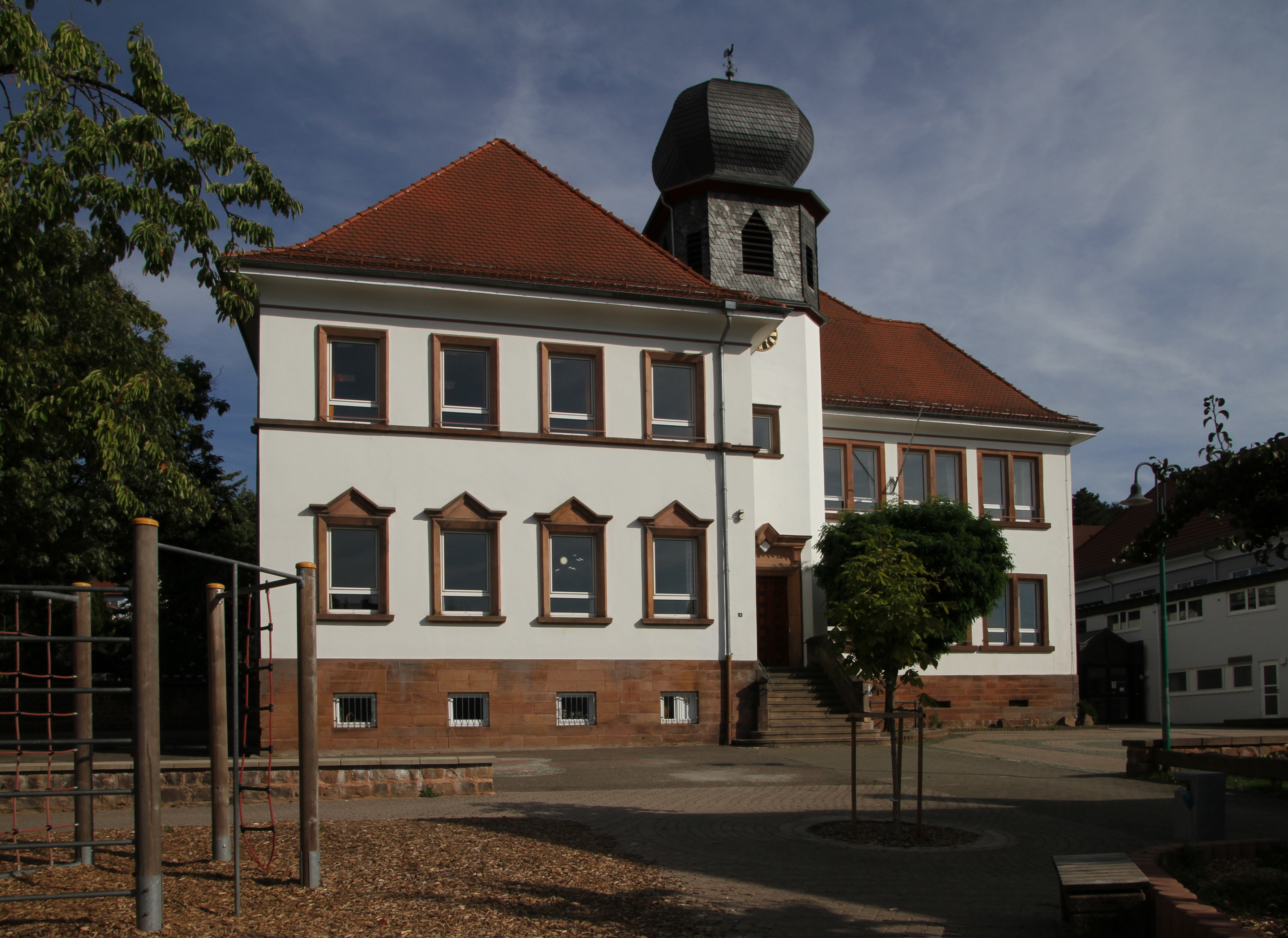

Шоп (нем. Schopp) — коммуна в Германии, в земле Рейнланд-Пфальц.
Входит в состав района Кайзерслаутерн. Подчиняется управлению Кайзерслаутерн-Зюд. Население составляет 1440 человек (на 31 декабря 2010 года). Занимает площадь 11,35 км².